# Gramméni (Dráma)
Gramméni, en grec moderne : Γραμμένη, est un village du dème de Prosotsáni, district régional de Dráma, en Macédoine-Orientale-et-Thrace, Grèce.
Selon le recensement de 2021, la population du village compte 186 habitants.